# 羅傑·威克
羅傑·弗雷德里克·威克（英語：Roger Frederick Wicker；1951年7月5日—）是一位共和黨籍的美国政治人物，2007年起擔任密西西比州的聯邦參議員。
自密西西比大学畢業後，威克於1976年到1980年期間在美国空军服役，官至中校，又擔任過傑米·L·惠滕及特倫特·洛特的助理。在1988年，他獲選為密西西比州參議院的議員直至1994年在美國眾議院議員選舉中得到了即將退休的民主黨議員傑米·L·惠滕之密西西比州第一國會選區議席。
威克從1995年1月起在聯邦眾議院服務，到2007年12月他經州長海利·巴伯任命為特倫特·洛特的聯邦參議院替補者。他隨後取得2008年特別選舉的勝利以完成餘下任期，並在2012年選舉中連任獲得一個新的完整任期。在第114屆國會中，他是共和黨參議院全國委員會主席。

## 延伸閱讀
- Background and collected news at The Washington Post
- 美國國會國家人物傳記大辭典中的傳記
- 由華盛頓郵報維護的投票記錄
- 智慧投票计划中的傳記、投票紀錄及利益集團評級
- Congressional profile at GovTrack
- Congressional profile at OpenCongress
- Issue positions and quotes at On the Issues
- Financial information at OpenSecrets.org
- Staff salaries, trips and personal finance at LegiStorm.com
- 聯邦選舉委員會中的競選財務報告和數據
- Appearances on C-SPAN programs
- Collected news and commentary at The New York Times
- Works by or about 羅傑·威克 in libraries (WorldCat catalog)
- Profile at Ballotpedia

## 外部連結
- 羅傑·威克 （页面存档备份，存于）參議院官方網站
- 羅傑·威克參議員競選網站 （页面存档备份，存于）
- C-SPAN內的頁面（英文）
- 中的“羅傑·威克”

| 美国众议院               | 美国众议院                                                             | 美国众议院                 |
| ------------------------ | ---------------------------------------------------------------------- | -------------------------- |
| 前任者： 傑米·惠滕       | 密西西比州第一國會選區 眾議院議員 1995年－2007年                       | 繼任者： 特拉維斯·奇爾德斯 |
| 政党职务                 |                                                                        |                            |
| 前任者： 特倫特·洛特     | 美國參議員密西西比州共和黨提名人 （第1類） 2008年、2012年、2018年      | 最新的                     |
| 前任者： 傑里·莫蘭       | 共和黨參議院全國委員會主席 2015年－2017年                              | 繼任者： 科里·加德納       |
| 美国参议院               |                                                                        |                            |
| 前任者： 特倫特·洛特     | 密西西比州第1類參議員 2007年－ 與泰德·柯克蘭、辛蒂·海德-史密斯同時在任 | 現任                       |
| 前任者： 克里斯·史密斯   | 赫爾辛基聯合委員會主席 2017年–2019年                                   | 繼任者： 阿尔西·黑斯廷斯   |
| 前任者： 約翰·圖恩       | 参议院商业、科学和交通委员会主席 2019–2021                             | 繼任者： 瑪麗亞·坎特威爾   |
| 前任者： 瑪麗亞·坎特威爾 | 参议院商业、科学和交通委员会高阶委员 2021—2023                         | 繼任者： 泰德·克鲁兹       |
| 前任者： 吉姆·英霍夫     | 参议院军事委员会高阶委员 2023—至今                                     | 現任                       |
| 美國排位名單             |                                                                        |                            |
| 前任者： 約翰·巴拉索     | 美國參議員資歷 第26位                                                  | 繼任者： 珍妮·沙欣         |